# MLB Network
MLB Network  es un canal de televisión estadounidense especializado en béisbol. Principalmente propiedad de Major League Baseball, cuenta con participación accionaria minoritaria de TNT Sports, NBC Sports Group de Comcast, Charter Communications y Cox Communications.
La sede y los estudios del canal se encuentran en instalaciones alquiladas en Secaucus, Nueva Jersey, en un edificio propiedad de Hartz Mountain Industries que anteriormente albergaba los estudios de MSNBC. Estos estudios de MLB Network también son la ubicación de NHL Network, que pasó a estar bajo la administración de MLB Advanced Media a mediados de 2015, trasladando la mayor parte de sus operaciones desde la antigua sede de la cadena en Toronto.
Tony Petitti, antiguo productor ejecutivo de CBS Sports, fue designado como el primer presidente de la cadena. Desempeñó el cargo de presidente de MLB Network hasta diciembre de 2014, momento en el cual asumió el cargo de director de operaciones de Major League Baseball. Rob McGlarry, quien ocupó el cargo de vicepresidente sénior y más tarde ejerció como ejecutivo de asuntos comerciales en MLB Network desde 2009, fue nombrado como el segundo presidente de la cadena.
En febrero de 2015, MLB Network estaba disponible en aproximadamente 70,0 millones de hogares, lo que representaba el 60,1% de los clientes de televisión por suscripción en los Estados Unidos. Sin embargo, para junio de 2023, la cobertura del canal se redujo a 41,6 millones de hogares.

## Historia
Major League Baseball se convirtió en la cuarta liga deportiva profesional de América del Norte en lanzar su propia red de cable de 24 horas. Precedida por NBA TV en 1999, NHL Network en 2001 (aunque no disponible en los Estados Unidos hasta 2007) y NFL Network en 2003, MLB Network destaca al estar presente en la mayoría de los hogares entre estas cuatro redes. Es accesible a través de los diez principales operadores de video en los Estados Unidos.
MLB Network fue lanzado el 16 de diciembre de 2008, presentando inicialmente un bucle automatizado continuo de programación de archivo y promociones de la red para sistemas de cable que transmitieron las transmisiones hasta la fecha oficial de lanzamiento el 1 de enero de 2009. El canal inició sus transmisiones completas a las 6:00 p. m. EST con el estreno de «Hot Stove».
En abril de 2012, la transmisión en definición estándar (SD) de MLB Network experimentó un cambio al formato de pantalla ancha de 16:9. A partir de entonces, tanto las transmisiones en definición estándar como en alta definición (HD) de la red adoptaron este formato uniforme.
El 4 de abril de 2016, MLB Network introdujo un nuevo paquete de gráficos optimizado para el formato 16:9, sustituyendo el aspecto visual previo que había estado en uso desde el lanzamiento de la red el 1 de enero de 2009.
El 31 de enero de 2023, MLB Network fue retirada de la lista de canales de YouTube TV debido a la falta de un acuerdo de renovación de contrato entre las partes involucradas.

### Vehículo
La red ha establecido acuerdos contractuales con diversos operadores de cable y satélite, entre los que se incluyen DirecTV, Dish Network, Verizon Fios, Cablevision, Charter Communications, Comcast, Cox Communications y U-verse TV. En una estrategia iniciada por otros canales propiedad de ligas deportivas, MLB Network condicionó la disponibilidad de su señal a la capacidad de ofrecer el popular paquete MLB Extra Innings fuera del mercado. Como contrapartida, se ofreció a los proveedores de cable y satélite una participación minoritaria en la nueva red.

#### Radio por satélite
El 26 de marzo de 2010, se anunció que la estación de radio satelital MLB Home Plate cambiaría su nombre a MLB Network Radio, transmitiendo simultáneamente algunos programas de MLB Network, como MLB Tonight y Hot Stove. Este cambio entró en vigor el 4 de abril, coincidiendo con el inicio de la temporada 2010 de la MLB.

#### carro canadiense
En el momento del lanzamiento, no se realizó ningún anuncio sobre la disponibilidad de MLB Network en Canadá, país que alberga a los Toronto Blue Jays. Aunque los funcionarios de la cadena habían estado en contacto con el propietario de los Blue Jays, Rogers Communications (también propietario de Rogers Cable, el proveedor de cable más grande de Canadá), subrayaron que, antes del lanzamiento del canal, no se vislumbraba un acuerdo inminente para que MLB Network estuviera disponible en Canadá.
En agosto de 2008, Rogers obtuvo la aprobación de la Comisión Canadiense de Radio, Televisión y Telecomunicaciones (CRTC) para un canal digital canadiense provisionalmente llamado "Baseball TV". Esta licencia tenía el potencial de ser utilizada para lanzar una versión localizada de MLB Network con publicidad nacional y contenido adicional canadiense, siguiendo un enfoque similar al de NBA TV Canada, propiedad de la empresa matriz de los Toronto Raptors pero que utiliza gran parte del contenido del canal estadounidense NBA TV. Inicialmente, se informó que Rogers planeaba seguir este enfoque para introducir MLB Network en Canadá. Sin embargo, la condición de la licencia era que el canal se lanzara antes de agosto de 2011, lo cual finalmente no sucedió.
Rogers finalmente acordó respaldar la solicitud de MLB Network para ser incluida en la lista de servicios de televisión extranjeros aprobados por la CRTC, lo que permitiría a los proveedores canadienses de cable y satélite importar la señal estadounidense. Este proceso ya se había llevado a cabo anteriormente con servicios de deportes de nicho similares, como Big Ten Network, NFL Network y Golf Channel. La solicitud fue publicada para comentarios públicos el 13 de junio de 2012 y fue aprobada el 21 de noviembre de 2012. Mientras tanto, Sportsnet One, propiedad de Rogers, transmitió programas seleccionados de MLB Network, entre los que se incluyen Quick Pitch e Intentional Talk.
MLB Network se agregó a los sistemas de Rogers Cable en Ontario el 8 de enero de 2014, tanto en definición estándar como en alta definición.    El 3 de junio de 2015, SaskTel anunció que comenzaría a ofrecer MLB Network.  A partir de 2017, también está disponible en MTS y Vidéotron .

## Alta definición y 4K
La transmisión simultánea en alta definición de 720p de MLB Network se lanzó al mismo tiempo que el canal regular. Después de un extenso debate, MLB Network optó por utilizar el formato 720p en lugar de 1080  líneas entrelazadas. La decisión se basó en la creencia de que el formato 720p captura con mayor precisión el movimiento del béisbol y experimenta una degradación menor cuando los operadores de cable lo recomprimen para ahorrar ancho de banda (un enfoque adoptado por la mayoría de las cadenas regionales de Fox Sports). Según Mark Haden, vicepresidente de ingeniería y TI de MLB Network: "Esa es nuestra mejor oportunidad de mantener la calidad para los espectadores". Todos los programas de estudio y programas originales se graban en alta definición, al igual que todos los juegos de producción propia, como los del Clásico Mundial de Béisbol de 2009 y el Thursday Night Baseball, así como los juegos producidos localmente y los paquetes de juegos contratados que maneja, como los de YouTube y Friday Night Baseball de Apple TV+. Además, la cadena también llevó a cabo la remasterización en alta definición de 30 películas de la Serie Mundial.
El 14 de abril de 2016, se anunció que 25 juegos de MLB Network Showcase se transmitirían en ultra alta definición 4K exclusivamente en DirecTV en la temporada 2016, a partir del 15 de abril 

## Programación

### Cobertura del juego en vivo

#### Temporada regular
MLB Network transmite varios juegos en vivo cada semana, pero es importante señalar que estos juegos están bloqueados en los mercados participantes de los dos equipos en juego, a menos que se indique lo contrario. En los mercados bloqueados, los televidentes reciben un juego alternativo o programación pregrabada en lugar del juego en vivo. Este enfoque busca cumplir con las restricciones territoriales y acuerdos de difusión que protegen los derechos de transmisión locales de los equipos involucrados.
- MLB Network Showcase es una presentación semanal de juegos no exclusivos de producción propia de MLB Network que se lleva a cabo cada dos noches. Desde el 13 de junio de 2023, Bob Costas y Matt Vasgersian ofrecen narración jugada por jugada. Por lo general, a partir del 10 de junio de 2023, Dan Plesac y Tom Verducci proporcionan comentarios en color, mientras que Al Leiter, Sean Casey, Harold Reynolds o Bill Ripken también brindan comentarios en color de manera ocasional. Además, se espera que Tom Verducci, Jon Morosi y otros se encarguen de los reportajes en el campo.
- En las transmisiones de otros juegos nocturnos, MLB Network presenta juegos todas las noches simultáneamente desde la emisora de televisión local de un equipo. Los martes por la noche, MLB Network ofrece cobertura de un solo encabezado (debido al cambio de juegos de TBS a los martes), con un juego temprano en la costa este o un juego posterior en la costa oeste, dependiendo de la ventana que seleccione TBS.
- MLB Matinee: Durante la temporada regular, MLB Network transmite una serie de juegos vespertinos. Similar a los juegos nocturnos, estos partidos matutinos suelen, aunque no siempre, contar con transmisiones simultáneas provenientes de la emisora local del equipo local. En ciertos casos, MLB Network muestra la transmisión del equipo visitante.
- Béisbol de Ligas Menores: Ocasionalmente, MLB Network transmite juegos de béisbol de ligas menores a través de las transmisiones de sus socios de televisión por cable. Estos eventos abarcan partidos de Triple-A y Doble-A, así como juegos de las Estrellas de algunas ligas menores.

#### Postemporada
Cuando MLB amplió los playoffs en 2012 e introdujo la ronda de comodines, TBS adquirió los derechos de transmisión para ambos juegos. Como parte de este acuerdo, dos juegos de la Serie Divisional fueron asignados a MLB Network, marcando así los primeros juegos de postemporada en la historia del canal. La primera transmisión tuvo lugar el 7 de octubre, presentando a los Tigres de Detroit contra los Atléticos de Oakland en Comerica Park en Detroitpara el segundo juego de la ALDS 2012. Matt Vasgersian fue el narrador del juego junto con el analista Jim Kaat. La segunda transmisión, que se llevó a cabo el 10 de octubre, destacó a los Nacionales de Washington enfrentando a los Cardenales de San Luis en el Nationals Park en Washington D. C., para el tercer juego de la NLDS 2012. Este fue el primer partido de postemporada en casa para los Nacionales desde su traslado a Washington al comienzo de la temporada 2005. Bob Costas proporcionó el comentario jugada por jugada, acompañado del analista Jim Kaat.

#### Internacional
La cobertura internacional de juegos en vivo producida por MLB Network incluye el Clásico Mundial de Béisbol y la Serie del Caribe .  La serie de apertura del Sydney Cricket Ground 2014 desde Sídney entre los Dodgers y los Diamondbacks fue una coproducción entre MLB Network y ESPN Australia, junto con Nine Network / GEM, que tenía los derechos locales de las transmisiones. A partir de la temporada 2015, MLB Network produce la cobertura de MLB International del Juego de Estrellas de la MLB y la Serie Mundial, y proporciona el panel de transmisión para ello junto con otras emisoras.

#### Entrenamiento de primavera
El canal también emite juegos de entrenamiento de primavera en vivo y en diferido, transmitidos simultáneamente desde la emisión de uno de los titulares de derechos de televisión locales del equipo. En casos en los que esta opción no esté disponible, se utiliza la transmisión de video desde el marcador interno del complejo de entrenamiento de primavera, acompañada del audio proveniente de la red de radio del equipo. Es importante destacar que estos juegos también están sujetos a apagones locales.

#### Otros juegos
El canal también transmite juegos de la liga de desarrollo en vivo y, en ocasiones, ofrece transmisiones en vivo de juegos universitarios. En agosto de 2009, llevaron a cabo la transmisión de campeonatos de béisbol juvenil, lo que incluyó la Serie Mundial RBI y la Serie Mundial Cal Ripken. Asimismo, MLB Network ofrece cobertura de algunos juegos de la Arizona Fall League, abarcando eventos como el Juego de Estrellas y el campeonato.

#### Programa previo al juegode Fox Saturday Baseball
En 2012, MLB Network asumió las responsabilidades de producción previa al juego para el paquete MLB en Fox, produciendo Baseball Night in America y programas previos al juego de postemporada desde Secaucus y en exteriores. El programa contó con Matt Vasgersian o Greg Amsinger y dos analistas de una lista rotativa de personalidades de MLB Network (Eric Byrnes, Kevin Millar, Dan Plesac, Harold Reynolds, Bill Ripken o Mitch Williams).  El programa utilizó gráficos y temas musicales de Fox. Fox recuperó el control del programa previo al juego en 2014 cuando se eliminó el paquete "Juego de la semana".

### Espectáculos diarios
MLB Network crea promociones para sus series originales actuales, las cuales se emiten regularmente, así como para las películas que forman parte de su programación. Además, la red transmite promociones para eventos especiales y distintos juegos en vivo que presenta.

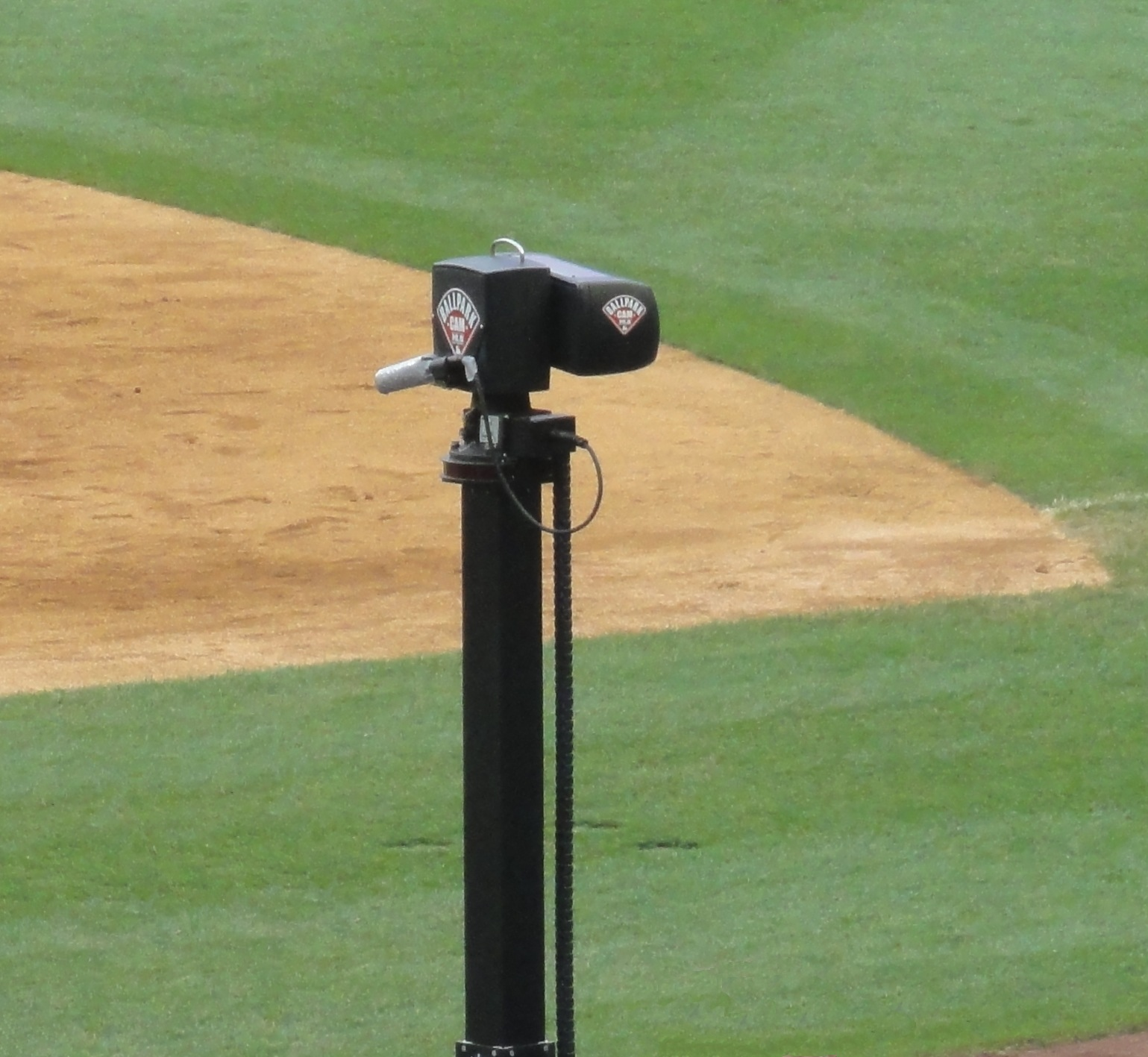
"Una "cámara de estadio" de MLB Network en el Yankee Stadium.

- MLB Tonight : El programa emblemático de MLB Network, que debutó a principios de los entrenamientos de primavera de 2009 en un formato de 60 minutos; A partir de 2011, el programa se transmite los siete días de la semana durante la temporada regular y ahora es un programa de todo el año. El programa tiene actualizaciones, aspectos destacados, noticias y análisis. El plan original también era presentar miradas exclusivas en vivo utilizando sus propias cámaras HD permanentes con tomas que no estaban disponibles en ninguno de los canales que cubrían el juego; sin embargo, MLBN ha decidido utilizar "cámaras de estadio" sólo antes y después de los juegos. Transmisiones en vivo simultáneas desde las estaciones/redes que cubren los juegos.  En 2011, MLB Tonight ganó un premio Sports Emmy al mejor programa de estudio diario.
- Hot Stove : Hasta 2012, Hot Stove era una versión renombrada de MLB Tonight para el invierno, que generalmente se transmitía al mismo tiempo desde el mismo set pero con gráficos diferentes. Al igual que MLB Tonight, fue el programa exclusivo de MLB Network desde noviembre hasta marzo durante la temporada baja de las Grandes Ligas, presentando informes de noticias y análisis de todos los movimientos fuera de temporada mientras los equipos se preparan para la próxima temporada. [21] Recibe su nombre del término de béisbol Liga de estufas calientes . El 12 de noviembre de 2012, Hot Stove se convirtió en un programa matutino en vivo de lunes a viernes presentado por Matt Vasgersian y Harold Reynolds, que se transmite a las 9:00 a. m. ET y se repite durante el día. MLB Tonight continuó como hasta ahora, bajo ese nombre, en su franja horaria habitual (cuando no se movió para entregas de premios o programas especiales).
- Quick Pitch : un programa diario de ritmo rápido de 60 minutos con lo más destacado de los juegos de ese día y presentado actualmente por Kelly Nash o Keiana Martin. Estrenada el 12 de abril de 2009. [22] Actualmente, se transmite en vivo al final de MLB Tonight o el último juego en vivo de la noche y luego se repite durante la noche y la mañana hasta las 9 a. m., hora del Este.
- MLB Now: la serie se estrenó el 1 de abril de 2013 y los nuevos episodios se transmiten de lunes a viernes en MLB Network. La primera temporada tuvo a Brian Kenny y Harold Reynolds debatiendo sobre los eventos y noticias diarios del béisbol con Reynolds adoptando la perspectiva "tradicional" y Kenny usando sabermétrica para abordar cada tema. El debate fue moderado por Kristina Fitzpatrick . El final de la primera temporada se emitió a principios de octubre. El 26 de febrero de 2014, el presentador Brian Kenny anunció a través de Twitter que MLB Now había sido renovada para una segunda temporada que se estrenaría en abril de 2014. La segunda temporada vio algunos cambios cuando Reynolds y Fitzpatrick abandonaron el programa, que ahora se centra en Kenny y otros tres invitados que incluyen una personalidad en el aire de la MLB y dos jugadores, gerentes, gerentes generales, periodistas, reporteros o analistas actuales o anteriores. El formato es similar pero Kenny actúa como moderador y también debate con los invitados. Actualmente, se transmite de lunes a viernes a las 12 p. m. ET.
- The Rundown: un programa de dos horas que se estrenó en 2011, presentado por Scott Braun y varios analistas, ofrece una mirada a los juegos del día en progreso, prácticas de bateo, resúmenes de la acción del día anterior y avances de los próximos concursos.  En 2012, The Rundown se amplió a tres horas. En 2013, The Rundown volvió a durar 2 horas. Reemplazado por Off Base en 2022.
- Charla intencional : otro programa que se estrenó en 2011, que utiliza el formato tradicional de radio sobre deportes presentado anteriormente por Stephen Nelson y Kevin Millar sobre los eventos del día e incluye entrevistas con jugadores y entrenadores. Actualmente, se transmite de lunes a viernes a las 5 p. m., hora del Este, durante la temporada regular. Siera Santos reemplazó a Nelson en 2023 y Ryan Dempster se unió a Millar como segundo analista.
- High Heat: la serie se estrenó el 31 de marzo de 2014 y está conducida por Chris Russo con Alanna Rizzo como copresentadora. Se transmite de lunes a viernes durante todo el año.
- MLB Central: un programa estilo revista de noticias de 3 a 4 horas que actualmente se transmite de lunes a viernes a las 9 a. m. ET y es copresentado por Lauren Shehadi, Mark DeRosa y Robert Flores . Reducir a 2 horas en 2023.
- Off Base : un programa de una hora presentado en abril de 2022, dirigido específicamente a un público joven con influencias de la cultura pop. Presentado por Lauren Gardner con Xavier Scruggs, Hannah Keyser y Keith McPherson como analistas. Keyser y McPherson se fueron después de 1 temporada y fueron reemplazados por Ariel Epstein y Anthony Recker en la temporada 2.
- Difusión previa al juego: un programa de una hora presentado por Matt Vasgersian centrado en las apuestas deportivas que se emitió en 2022 pero se canceló después de 1 temporada.

### Otro
- Juegos de todos los tiempos : juegos de béisbol clásicos, mostrados en su forma televisada original. El episodio de estreno el 1 de enero de 2009 fue un cinescopio de la cobertura de NBC del Juego 5 de la Serie Mundial de 1956 en el que Don Larsen lanzó el único juego perfecto del Clásico de Otoño. El juego incluía todos los anuncios originales de Gillette de la cobertura de NBC y estaba enmarcado por una entrevista de Bob Costas con Larsen y su receptor, Yogi Berra . [23]
- 30 clubes en 30 días : En febrero, la cadena se embarcó en una gira de un mes de duración por los campos de entrenamiento de primavera con John Hart como anfitrión, procedente de una instalación diferente cada día.
- 30 clubes, 30 boletas de calificaciones : una secuela de 30 equipos en 30 días, en julio, el presentador John Hart analiza las predicciones hechas durante la primavera y califica el desempeño de cada equipo hasta el momento durante la temporada.
- 30 clubes, 30 resúmenes : la versión fuera de temporada de lo anterior que se transmite durante Hot Stove, estrenada el 7 de diciembre de 2009, resume la temporada de cada equipo y mira hacia la próxima temporada.
- 30 juegos, 30 clubes, 30 días : En 2010 y 2011, MLB Network transmitió 30 juegos de temporada regular en vivo, con los 30 equipos, durante el mes de abril.
- Diamond Demos : un programa instructivo que presenta a un experto en un determinado aspecto del béisbol. Los episodios han incluido jugar en el cuadro con Ozzie Smith, atrapar con Joe Girardi, jugar en el jardín con Torii Hunter, lanzar con Jeff Brantley y entrenar con Buck Showalter . El programa se estrenó el 6 de abril [24]
- October Classics es una retransmisión de la Serie Mundial en su totalidad. Cada semana se ha presentado una serie diferente.
- Prime 9 : una serie dedicada al tema de los nueve más grandes en todo lo relacionado con el béisbol. La serie se ejecuta en maratones en días festivos como Acción de Gracias y Navidad .
- Studio 42 con Bob Costas es un programa de entrevistas con figuras destacadas del béisbol. El episodio de estreno el 5 de febrero fue con Joe Torre sobre su nuevo libro revelador The Yankee Years, que ha sido considerado controvertido entre los jugadores de los Yankees, especialmente Álex Rodríguez. Otro episodio famoso incluyó una entrevista con el locutor Ernie Harwell, ganador del premio Frick, su última aparición en televisión antes de su muerte seis meses después.
- Front Burner : los conocedores del canal tienen una mesa redonda sobre la temporada baja y responden preguntas y comentarios de los espectadores a través de llamadas telefónicas, correos electrónicos, Facebook y Twitter .
- Baseball IQ : un programa de juegos presentado por Matt Vasgersian en el que dos participantes responden preguntas sobre béisbol para tener la oportunidad de ganar hasta 45.000 dólares para organizaciones benéficas. [25]
- Clásico Mundial de Béisbol Esta Noche : Un programa similar a MLB Tonight, el Clásico Mundial de Béisbol Esta Noche presenta lo más destacado, análisis e informes especiales sobre el torneo. [26] Regresó en 2023, pero como una cobertura temática especial de MLB Tonight del WBC.
- Inside MLB : La serie se estrenó el 11 de noviembre de 2013 y los nuevos episodios se transmitieron los lunes a las 10 p. m. en MLB Network hasta enero de 2014.
- Funciones de Bleacher : la presentación de la cadena de largometrajes con temas de béisbol.
- Carded : espectáculo temático de tarjetas de entrenamiento de béisbol, debutado en 2023.

## Zona de strike de la MLB
MLB Strike Zone  es un canal que fue lanzado el 10 de abril de 2012, permitiendo a los espectadores disfrutar de todos los juegos de la MLB con momentos destacados de última hora, visitas en vivo y actualizaciones, sin interrupciones comerciales. Su formato se asemeja al del NFL RedZone y actualmente se transmite los miércoles y viernes por la noche durante la temporada regular. Aunque la cobertura suele concluir antes del inicio de la mayoría de los juegos en la costa oeste, estos son generalmente cubiertos en forma de carrusel en MLB Tonight en el canal principal durante la mayoría de las noches. El programa, que suele durar alrededor de tres horas, es presentado por Gregg Caserta.

### Transmisión internacional
Strike Zone se transmite en vivo en Canadá por TSN, Australia por ESPN Australia, América Latina por Fox Sports y otros países.

## Estudios
Los estudios con sede en Secaucus cuentan con cuatro decorados principales, tres de los cuales llevan el nombre de miembros del Salón de la Fama del béisbol. "Studio 3", en honor a Babe Ruth, sirve como sede principal para la mayoría de los programas del estudio, mientras que "Studio 42", nombrado en honor a Jackie Robinson, es un campo de béisbol a media escala utilizado para demostraciones de analistas y programas de entrevistas que requieren la participación de una audiencia para crear un ambiente. Studio 42 también es el escenario de las primeras rondas del Draft de las Grandes Ligas de Béisbol. Este estudio incluye asientos para más de 125 personas, así como características como un marcador manual funcional y una pared de clasificación para cada liga y división.
Con el lanzamiento de Intentional Talk en 2011, el programa fue pionero al adoptar una configuración de estudio doméstico para producciones remotas de manera regular, mucho antes de que la pandemia de COVID-19 en 2020 obligara a la industria a adoptar este enfoque de manera generalizada. En situaciones en las que alguno de los presentadores no podía grabar en Secaucus, el ex presentador Chris Rose solía grabar desde un estudio casero en Los Ángeles, al igual que el actual copresentador Stephen Nelson, mientras que Kevin Millar realizaba sus grabaciones desde el estudio en su casa en Austin, Texas, conocido jocosamente como "Studio 1-5" en referencia a su número de uniforme.